# 패스트 & 퓨리어스: 도쿄 드리프트
《패스트 & 퓨리어스: 도쿄 드리프트》(영어: The Fast and the Furious 3: Tokyo Drift)는 2005년 7월에 공개된 미국과 독일의 스트리트 레이싱 액션 영화이다. 분노의 질주 시리즈의 세 번째 영화이다.
이 영화는 미국에서 2006년 6월 16일 개봉되었다. 전 세계적으로는 159,000,000달러의 수익을 거두었고 엇갈린 평가를 받았으며 프랜차이즈에서 가장 낮은 수익을 얻은 영화가 되었다.

## 줄거리
오로밸리에 살던 아웃사이더 고등학생 숀 보즈웰은 학교에서 우연히 차를 가지고 시비가 붙어 길거리 레이싱 시합을 하게 된다. 상대가 비겁한 수를 쓰자 숀은 건물을 파괴하면서 따라잡았고, 시합 결과 상대의 차는 물론이고 숀의 차 또한 박살이 나 버린다. 숀은 곧 공공기물 파손과 불법 레이싱으로 체포된다. 부잣집 아들도 아니고 심지어 이미 전과도 있었던 숀은 감옥행이 불가피해진다. 사고뭉치인 아들 때문에 더 이상 이사를 갈 수 없었던 숀의 어머니는 아들을 일본 도쿄에 있는 전 남편의 집에 보내 버린다.
아들에게 무관심한 채 타지에서 삶을 꾸려가던 숀의 아버지는 숀에게 일본 학교에 다니며 조용히 지낼 것을 요구한다. 이국의 문화에 혼란을 겪던 숀에게 트윙키라는 입담 좋은 친구가 다가온다. 트윙키가 이것저것 팔려고 내놓은 물건 중에 자동차 핸들에 관심을 가진 숀은 그 길로 트윙키를 따라 불법 드리프트 레이싱 현장에 발을 들인다. 그곳에는 같은 반 여학생 닐라도 있었는데, 숀은 닐라와 이야기하다가 그녀의 소유자이자 거물 야쿠자의 조카인 다카시, 일명 드리프트 킹과 시비가 붙는다. 숀은 다카시에게 레이싱 승부를 청한다. 그러자 차가 없는 숀에게 DK의 친구 한이 닛산 실비아를 빌려준다. 숀은 의기양양하게 나섰지만 드리프트를 전혀 할 줄 몰랐기에 다카시에게 처참하게 패배하고, 빌린 차는 누더기가 되어 버린다.
다음날 숀네 학교에 한이 찾아온다. 한은 망가뜨린 차의 대가를 치르라며 야쿠자의 수금 업무를 돕게 한다. 그럭저럭 일을 해내는 숀을 눈여겨 본 한은 그에게 미쓰비시 랜서 에볼루션을 다시 빌려주고, 드리프트 기술도 가르쳐준다. 왜 자신에게 잘 대해주냐는 질문에 한은 다카시에 대항할 사람, 그리고 타지에서 믿을 수 있는 사람이 필요해서 그랬다고 대답한다. 어느덧 그럴듯한 드리프트를 해낼 수 있게 된 숀은 다카시의 부하 모리모토와 겨뤄 승리한다. 숀은 그러면서, 자기와 같은 외지인(가이진)인 닐라와 친해지고 마침내 데이트까지 하게 된다. 이것이 다카시의 화를 산다.
DK의 삼촌인 야쿠자 두목 가마타가 다카시를 찾아와, 한이 사실 조직의 돈을 훔치고 있음을 알린다. 이에 분노한 다카시는 모리모토를 데리고 한의 정비소에 들이닥쳐 한에게 총을 들이댄다. 트윙키의 기지로 숀과 닐라, 한은 모두 도주한다. 도심에서의 추격전 도중 모리모토가 사망하고, 숀과 닐라의 차는 다카시의 차와 충돌한다. 그리고 한의 차는 전복되고 한이 탈출하지 못한 채로 폭발한다. 숀은 닐라를 데리고 아버지의 집으로 오는데, 다카시가 뒤쫓아와 총을 겨눈다. 숀의 아버지가 나타나 다카시와 대치하자, 닐라가 다카시를 따라감으로써 상황은 종료된다. 숀의 아버지는 숀을 되돌려 보내겠다고 하지만, 숀은 자신이 벌인 일에 책임지겠다며 떠난다.
숀은 트윙키의 도움을 얻어 한이 훔친 돈을 가지고 가마타를 찾아간다. 그리고 가마타에게 돈을 돌려주며, 다카시와 레이싱 승부를 하고 패자는 도쿄를 떠나는 것으로 제안한다. 가마타는 흔쾌히 받아들이지만, 시합 코스는 다카시가 길을 훤히 알고 있는 산길로 정해진다. 숀은 아버지가 보관하고 있던 1세대 포드 머스탱에, 맨 처음 한에게 빌린 닛산 실비아의 엔진을 결합해 새 차를 만들어 낸다. 시합 날, 다카시는 처음에는 우위를 점하지만 숀이 연마한 드리프트 기술이 DK를 앞서는 데 성공한다. 궁지에 몰린 다카시가 숀의 차를 들이받으려다가 산비탈을 굴러 떨어지고 숀이 레이싱에서 마침내 승리한다. 결국 숀은 도쿄에 남게 되고 새로운 드리프트 킹에 등극한다.
드리프트 킹으로서 호시절을 이어가던 숀에게 새로운 도전자가 찾아온다. 도전자가 한의 가족이라는 이야기를 들은 숀은 도전을 받아들이고, 플리머스 로드러너를 타고 나타난 도미닉 토레토와 승부를 벌인다.

## 출연
- 루커스 블랙 - 숀 보즈웰
- 성 강 - 한
- 바우 와우 - 트윙키
- 브라이언 티 - 다카시, 일명 DK (Drift King)
- 내털리 켈리 - 닐라
- 치바 신이치 - 가마타
- 레오나르도 남 - 모리모토
- 브라이언 굿맨 - 숀의 아버지
- 재커리 타이 브라이언 - 클레이
- 린다 보이드 - 보즈웰 부인
- 제이슨 토빈 - 얼
- 키타가와 케이코 - 레이코
- 니키 그리핀 - 신디 (클레이의 여자친구)
- 빈 디젤 - 도미닉 토레토(카메오)

### 조연
- 트룰라 M. 마커스
- 브랜던 브렌델
- 대니얼 부코
- 데이빗 V. 토머스
- 엠버 스티븐스
- 아시카 고그나
- 크리스찬 살라자
- 빈센트 라레스카
- 마키 요코
- 시바타 리에
- 나미오카 카즈키
- 케일라 유
- 타나카 에이코
- 츠마부키 사토시
- 알덴 레이
- 고니시키 야소키치
- 지미 린
- 와다쿠라 카즈토시
- 나카가와 쇼코
- 카타오카 코지
- 치바 신이치
- 탁 쿠보타
- 스튜어트 W. 이
- 코가 미츠키

## 기타
- 공동제작: 아만다 루이스
- 라인프로듀서: 와다쿠라 카즈토시
- 미술: 아이다 랜덤
- 세트: 더글러스 A. 모왓
- 의상: 소냐 밀코빅 헤이스
- 배역: 사라 핀
- 배역: 랜디 힐러